# Sofagate

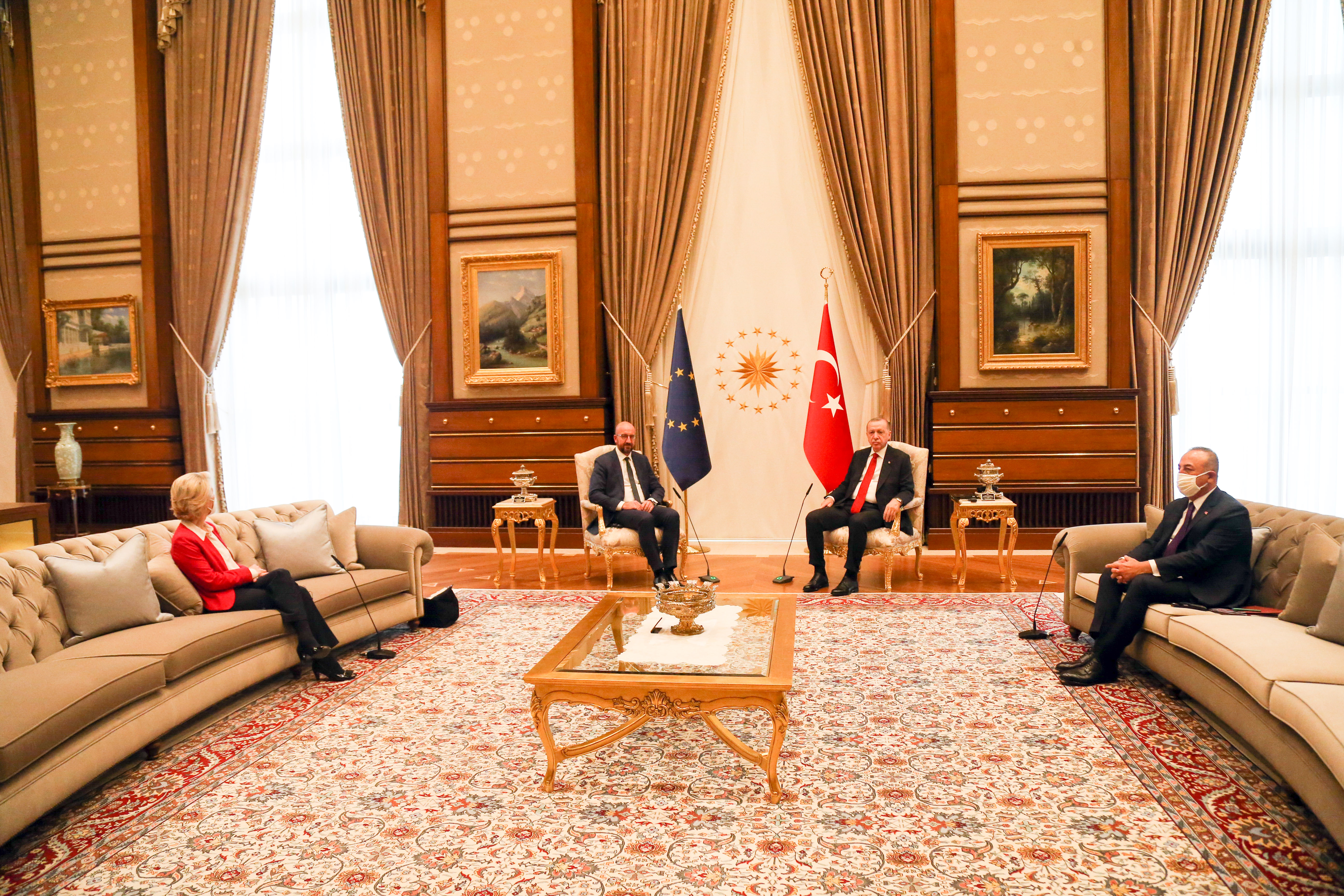
De EU-delegatie zetelt aan de linkerzijde en de Turkse delegatie aan de rechterkant.

Met de termen sofagate of stoelincident wordt verwezen naar het diplomatiek incident dat plaatsvond tijdens het bezoek op 7 april 2021 van de voorzitter van de Europese Commissie Ursula von der Leyen en de voorzitter van de Europese Raad Charles Michel aan Turkije. Toen Von der Leyen en Michel de Turkse president Recep Tayyip Erdoğan ontmoetten, stonden in de ontvangstkamer maar twee stoelen klaar in plaats van drie. Michel ging zitten in de stoel naast Erdoğan terwijl er voor Von der Leyen kennelijk geen stoel was, en zij dan maar plaatsnam op een sofa tegenover de Turkse minister van buitenlandse zaken Mevlüt Çavuşoğlu. Vele verslaggevers beschreven het incident als seksistisch. Michel zou als man een meer prominente positie hebben ingenomen dan Von der Leyen als vrouw, hoewel beiden president waren. Volgens Turkije werden de zitplaatsen opgesteld in overeenstemming met wat werd voorgesteld door de Europese zijde.
Als reactie op het sofaincident vroegen verscheidene vrouwenorganisaties het ontslag van Michel.